# 1865 a tudományban
Az 1865. év a tudományban és a technikában.

## Fizika
- James Clerk Maxwell publikálja A Dynamical Theory of the Electromagnetic Field (Az elektromágneses tér egy dinamikus elmélete) című cikkét. „Ebben mindazt összefoglalta, amit a klasszikus elektromosságról és mágnességről négy egyenletben el lehet mondani. Ezt a négy egyenletet ma Maxwell-egyenletekként ismerjük.”[1]

## Biológia
- Pasteur a Francia Természettudományi Akadémián bejelenti csírátlanítási módszerét (pasztőrözés)[2]

## Születések
- április 1. – Zsigmondy Richárd (Richard Adolf Zsigmondy) osztrák-német kémiai Nobel-díjas vegyész, a kolloidkémia kiemelkedő alakja († 1929)
- május 25. – Pieter Zeeman holland fizikus. 1902-ben megosztott fizikai Nobel-díjat kapott Hendrik Lorentz-cel, amiért felfedezte a róla elnevezett Zeeman-effektust († 1943)
- május 31. – Chernel István (Chernelházi) magyar ornitológus († 1922)
- június 10. – Frederick Cook amerikai sarkkutató († 1940)
- október 12. – Arthur Harden kémiai Nobel-díjas (megosztva) angol biokémikus († 1940)
- december 8. – Jacques Hadamard francia matematikus. Legismertebb tudományos eredménye a prímszámtétel bizonyítása († 1963)

## Halálozások
- január 31. – Hugh Falconer skót botanikus és palentológus (* 1808)
- április 13. – Achille Valenciennes francia zoológus (* 1794)
- július 9. – Bugát Pál orvos, egyetemi tanár, nyelvújító, az MTA tagja (* 1793)
- augusztus 13. – Semmelweis Ignác magyar orvos, az „anyák megmentője" (* 1818)
- augusztus 28. – Johann Franz Encke német csillagász (* 1791)
- szeptember 2. – William Rowan Hamilton ír matematikus, fizikus, csillagász; ő találta fel a kvaterniókat (* 1805)